# Krajská soutěž – Banská Bystrica 1951
Krajská soutěž – Banská Bystrica 1951 byla po zrušení Celostátního československého mistrovství II jednou z 21 skupin 2. nejvyšší fotbalové soutěže v Československu. V soutěži se utkalo 10 týmů každý s každým dvoukolovým systémem jaro-podzim. 

## Konečná tabulka
| Poř. | Tým                   | Z  | V  | R | P  | VG | OG | B  |
| ---- | --------------------- | -- | -- | - | -- | -- | -- | -- |
| 1.   | Železničiari Zvolen   | 18 | 15 | 0 | 3  | 54 | 23 | 30 |
| 2.   | Poľana Opatová        | 18 | 14 | 1 | 3  | 76 | 22 | 29 |
| 3.   | NV Banská Bystrica    | 18 | 9  | 1 | 8  | 40 | 26 | 19 |
| 4.   | ČSSZ Lučenec          | 18 | 8  | 2 | 8  | 37 | 35 | 18 |
| 5.   | ČSSZ Rimavská Sobota  | 18 | 8  | 2 | 8  | 30 | 33 | 18 |
| 6.   | Kovosmalt Fiľakovo    | 18 | 7  | 2 | 9  | 41 | 44 | 16 |
| 7.   | Magnezitka Lovinobaňa | 18 | 7  | 1 | 10 | 23 | 48 | 15 |
| 8.   | Železiarny Podbrezová | 18 | 6  | 2 | 10 | 31 | 48 | 11 |
| 9.   | Papierne Harmanec     | 18 | 5  | 1 | 12 | 25 | 41 | 11 |
| 10.  | Sokol Konrádovce      | 18 | 4  | 2 | 12 | 25 | 62 | 10 |

Poznámky:
- Z = Odehrané zápasy; V = Vítězství; R = Remízy; P = Prohry; VG = Vstřelené góly; OG = Obdržené góly; B = Body;